# Geschwisterforschung
Die Geschwisterforschung untersucht die Beziehungen zwischen Geschwistern. Im Verhältnis zu anderen Beziehungen, etwa zwischen Ehepartnern oder in einem Arbeitsteam, wurde den Beziehungen zwischen den Geschwistern in der Forschung bisher wenig Bedeutung beigemessen, obschon die Geschwisterbeziehungen von lebenslanger Dauer sind und damit länger als alle anderen Beziehungen.
Geschwisterforschung kann die Untersuchung der Faktoren Familiengröße, Position innerhalb der Geschwisterfolge, Abfolge der Geschlechter und zeitlicher Abstand zwischen den Geschwistern zum Ziel haben. Gegenstand ist der Einfluss dieser Faktoren auf die Persönlichkeit der untersuchten Individuen.
Andere Ansätze untersuchen die Phasen der Geschwisterbeziehung in ihrem Lebensverlauf, die verschiedenen Funktionen der Geschwisterbeziehung und die interkulturellen Unterschiede bzw. die universellen Gemeinsamkeiten.
1961 publizierte Walter Toman das Buch Familienkonstellationen – Ihr Einfluss auf den Menschen, in dem er den prägenden Einfluss der Geschwisterpositionen empirisch und theoretisch grundlegend begründete.
Siehe auch Mittelkind, Erstgeborener, Einzelkind, Familie, Zwillingsforschung, Mehrkindfamilie.

## Kulturelle Unterschiede
Inhalt und Kontext von Geschwisterbeziehungen variieren in verschiedenen Kulturen. In industrialisierten Kulturen sind Geschwisterbeziehungen typischerweise freier Natur mit der Ermutigung, mit den Geschwistern zu kooperieren und der teilweisen Übertragung der Verantwortung an ältere Geschwister, sich um ein jüngeres zu kümmern, wobei die Eltern allerdings die Hauptverantwortung übernehmen. In nicht industrialisierten Kulturen ist die Geschwisterbeziehung verbindlich durch starke kulturelle Normen geprägt, die zur Zusammenarbeit und Nähe zwischen den Geschwistern führen. Diese Kulturen erweitern die Betreuungsrollen der älteren Geschwister. Von ihnen wird erwartet, dass sie ständig auf ihre jüngeren Geschwister aufpassen.

## Geschwisterbeziehung im Laufe des Lebens
Die älteren Geschwister werden oft während der Schwangerschaft ihrer Mutter auf das zukünftige Geschwisterkind aufmerksam gemacht, zur Förderung der Anpassung des älteren Kindes an die neue Situation und Verbesserung der Beziehung zum Neugeborenen. In der frühen Entwicklung können Interaktionen zur sozialen Eignung führen und das jüngere Geschwisterkind kognitiv stimulieren. Die Bindungstheorie kann auch auf Geschwister angewendet werden. Wenn ein Säugling feststellt, dass ein älteres Geschwisterkind Ansprechpartner und Quelle des Trostes ist, kann sich eine unterstützende Bindung bilden.  Eine negative Bindung kann sich bilden, wenn das ältere Geschwisterkind aggressiv, nachlässig oder anderweitig negativ handelt. Die Bindung von Geschwistern wird durch das Fehlen einer primären Pflegekraft weiter verstärkt, wenn sich die jüngeren Geschwister für die Sicherheit und Unterstützung auf die älteren verlassen müssen.
Auch bei der weiteren Entwicklung der Geschwister gibt es in ihren Beziehungen vom Säuglingsalter bis zur mittleren Kindheit oft eine beträchtliche Stabilität.  Bei einem größeren Altersunterschied zwischen den Geschwistern kommt es oft wegen der unterschiedlichen altersmäßigen Entwicklung zu Veränderungen der Beziehungen, wenn z. B. das ältere Kind zur Schule geht.
Die Art der Beziehung zwischen Geschwistern ändert sich möglicherweise auch in der Adoleszenz. Während sich junge Adoleszenten gegenseitig unterstützen können, ist diese Zeit in der Entwicklung möglicherweise auch geprägt von sich häufenden Konflikten und emotionaler Distanz. Die Effekte können jedoch abhängig von dem Geschlecht der Geschwister variieren. Gemischte Geschwisterpaare erfahren häufig eine drastische Verringerung der Intimität während der Adoleszenz, während Geschwisterpaare des gleichen Geschlechts zeitweise einen leichten Aufschwung in der Intimität erleben. In beiden Fällen steigt das Gefühl der Intimität zwischen den Geschwistern in den Jahren als junge Erwachsene wieder. Dieser Trend in der Entwicklung ist möglicherweise das Ergebnis davon, dass der Fokus in der Adoleszenz viel mehr auf die Beziehung zu den Peers gelegt wird. Häufig ist es so, dass Geschwister verschiedene Lebensweisen adaptieren, wodurch sich die emotionale Distanz zwischen den Geschwistern verstärken kann.
Weitere Forschung zeigt, dass positiver Einfluss von Geschwistern durch Vorbildfunktion in der Adoleszenz gesundes und adaptives Verhalten fördern kann, während negative Interaktionen Schwachstellen und problematisches Verhalten verstärken können. Intime und positive Geschwisterinteraktionen können eine wichtige Quelle der Unterstützung in der Adoleszenz darstellen und die Entwicklung von prosozialem Verhalten vorantreiben. Ist die Beziehung zwischen den Geschwistern allerdings charakterisiert durch Konflikte und Aggression, kann dies Kriminalität und antisoziales Verhalten unter Peers fördern.
Trotz unterschiedlicher Entwicklung im Erwachsenenalter bedingt durch die Selbständigkeit in Berufswahl und Gründung einer eigenen Familie und möglichen räumlichen Veränderungen durch Umzug in entferntere Ortschaften bleiben die Geschwisterbeziehungen häufig bis ins hohe Alter erhalten.

## Geschwisterrivalität
Geschwisterrivalität beschreibt die Wettbewerbsbeziehung oder auch die Feindseligkeit zwischen Geschwistern. Der häufigste Grund für Konkurrenz zwischen Geschwistern ist der Wunsch nach mehr Aufmerksamkeit der Eltern und das Streben nach Anerkennung sowohl innerhalb der Familie als auch außerhalb. Die Verbindung zwischen den Geschwistern ist oftmals kompliziert und wird meistens durch Faktoren wie z. B. elterliche Behandlung, Geburtsreihenfolge, Altersunterschied zwischen den Geschwistern, Persönlichkeit und durch Menschen und Erfahrungen außerhalb der Familie beeinflusst.
Alfred Adler betrachtete innerhalb der Familie Geschwister als „nach Bedeutung strebend“ und hielt die Geburtsreihenfolge für einen wichtigen Aspekt der Persönlichkeitsentwicklung. Das Gefühl, ersetzt oder verdrängt zu werden, ist oft der Grund für die Eifersucht der älteren Geschwister. Persönlichkeit eines Kindes kann ebenso einen Einfluss auf die Geschwisterrivalität haben. Einige Kinder scheinen Veränderungen auf natürliche Weise zu akzeptieren, während andere Kinder auf natürliche Weise konkurrieren. Diese Eigenart zeigen sie schon lange bevor ein Geschwisterkind in das Leben eintritt.
Eltern können die Möglichkeit der Rivalität verringern, indem sie vermeiden, ihre Kinder zu vergleichen, zu typisieren oder zu bevorzugen und jedem Kind individuell Aufmerksamkeit schenken und Zeit gemeinsam mit der ganzen Familie verbringen. Kinder, die ein stärkeres Gefühl haben, Teil einer Familie zu sein, werden Geschwister wahrscheinlich eher als eine Erweiterung von sich selbst sehen.

## Der Einfluss der Geschwisterbeziehung auf die Persönlichkeit
Die Beziehung von Geschwistern erfüllt aktuellen Studien zufolge eine Reihe von wichtigen Sozialisationsfunktionen, die die Persönlichkeit eines Kindes beeinflussen können. So kann zum Beispiel aggressives Verhalten durch das Aufwachsen mit Geschwistern wechselseitig reguliert und das Ausmaß der Aggressivität reduziert werden. Weitere positive Effekte einer Geschwisterbeziehung auf die Persönlichkeit ist die Entwicklung der Fähigkeit zur Fürsorge, die sich durch das gegenseitige Betreuen der Geschwisterkinder ergibt. Zudem können Geschwister voneinander lernen, wodurch die Persönlichkeitsbildung unterstützt werden kann. Besonders auffällige Effekte konnten in Einwandererfamilien festgestellt werden. Hier werden zwischen Geschwistern häufiger als in einheimischen Familien „zwischenmenschliche Werte“ weitergegeben. Dazu zählen Kooperation, Hilfsbereitschaft, Respekt vor Älteren und die Einordnung der eigenen Person in die Gesellschaft. Zudem konnten seltener stark leistungsbezogene Orientierungsmuster beobachtete werden. Neben den oben genannten Fähigkeiten erwerben Geschwisterkinder noch weitere, die ihre Persönlichkeit nachhaltig prägen können. Sie sind häufiger dazu fähig, zu teilen, zu trösten, sich zu streiten, sich durchsetzen zu können, sich nach einem Streit zu versöhnen, Kompromisse mit anderen zu schließen, in Auseinandersetzungen einstecken zu können oder aber sich wehren zu können. Hier stellen sich besonders kooperative Verhaltensweisen von Geschwisterkindern heraus. Vor allem im Hinblick auf jüngere Geschwisterkinder lässt sich festhalten, dass sie eine positive Steigerung ihres Selbstbewusstseins und der Unabhängigkeit durch das Aufwachsen mit Geschwistern entwickeln können.
Grundsätzlich kann aus der aktuellen, wenn auch geringen Forschungslage geschlossen werden, dass es vielfältige Effekte der Geschwisterbeziehung auf die Entwicklung der Persönlichkeit geben kann. Neben diversen Fähigkeiten, im Umgang mit anderen zurechtzukommen, entwickeln die Kinder meist eine selbstbewusstere und ausgeglichenere Persönlichkeit. Es sollte aber beachtet werden, dass es sich um keine nachweisbaren kausalen Faktoren handelt, sondern lediglich einen potentiellen Einfluss darstellt.

## Bedeutung der Geschwisterkonstellation
Seit dem 20. Jahrhundert veränderte sich die Familienstruktur durch Individualisierung und Modernisierung. Es gibt immer mehr Einpersonenhaushalte mit insgesamt weniger Kindern. Dies hat die Auswirkung, dass Kinder deutlich weniger Geschwister haben und daher vermehrt von Erwachsenen umgeben sind. Auf dieser Grundlage stellt sich die Frage, ob diese Veränderungen in der Struktur der Familie dazu führen, dass Rollen, Beziehungen und Bindungen unter Geschwistern tiefgehend verändert wurden.
In einer Studie von Patrick Lustenberger wurde untersucht, ob Persönlichkeitsaspekte von Kindern von der Geschwisterposition beeinflusst werden. Verglichen wurden dabei Erstgeborene, Mittlere, Jüngste und Einzelkinder in Bezug auf ihre Leistungsorientierung, Selbstakzeptanz und Aggressivität.
Laut dieser Studie scheint die Leistungsorientierung bei dem ältesten Kind sowie dem mittleren Kind am höchsten zu sein, während Einzelkinder weniger leistungsorientierte Ergebnisse zeigten. Die niedrigste Leistungsorientierung ist bei den jüngsten Kindern zu vermerken. In Bezug auf die Selbstakzeptanz ergaben sich insgesamt recht hohe Werte, wobei es keine signifikanten Unterschiede zwischen den Geschwisterpositionen gab. Gegenüber Autoritätspersonen scheinen älteste Kinder am wenigsten aggressiv, während Einzelkinder eine relativ hohe Aggressionsbereitschaft zeigen. Die jüngsten Kinder scheinen aggressiver gegenüber Lehrpersonen zu sein als andere Kinder.
Dies ist möglicherweise darauf zurückzuführen, dass das erstgeborene Kind anfangs die ungeteilte Aufmerksamkeit hat und damit im Mittelpunkt steht, was teilweise mit viel Druck seitens der Eltern assoziiert ist. Mit der Geburt des zweiten Kindes kommt es zu einem Konkurrenzkampf. Das zweite Kind versucht, das Geschwisterkind zu übertreffen, oder aber eine ganz andere Richtung einzuschlagen. Das jüngste Kind hingegen wird häufig verwöhnt und muss weniger Verantwortung übernehmen, wodurch eine geringere Leistungsorientierung zustande kommt. Einzelkinder haben ähnliche Voraussetzungen wie Erstgeborene, müssen aber mit niemandem um Beachtung konkurrieren. Durch ein stabiles Selbstvertrauen ist die hohe Leistungsorientierung häufig nicht so stark ausgeprägt. Die Bedeutung der Geschwisterkonstellation scheint sich also schlussfolgernd nicht verändert zu haben. Allerdings ändert sich das Sozialverhalten unter Kindern insofern, als es allgemein mehr Einzelkinder gibt.
Außerdem beeinflusst laut Studie die Geburtsreihenfolge auch die berufliche Auslese. Erstgeborene gehen eher Beschäftigungen nach, die Führungsqualitäten, soziale Fähigkeiten und die Big Five-Persönlichkeitsmerkmale erfordern und besetzen so öfter Führungspositionen. Später Geborene hingegen arbeiten öfter selbständig, was allgemein als Indikator für Risikobereitschaft gilt. Später geborene Jungen werden besonders von älteren Geschwistern beeinflusst, wenn es sich dabei um Brüder handelt. So ziehen männliche später Geborene zum Beispiel eher kreative Berufe in Erwägung, wenn diese ältere Brüder haben, als bei älteren Schwestern. Erstgeborene weisen verstärkt die nicht-kognitiven Eigenschaften wie emotionale Stabilität, Beharrlichkeit, Aufgeschlossenheit, die Bereitschaft zur Übernahme der Verantwortung und die Fähigkeit die Initiative zu ergreifen auf. Diese Fähigkeiten nehmen in der Geburtenrangfolge monoton ab.

## Der Einfluss der Geschwisterreihenfolge
Bisher gibt es noch keine Einigkeit darüber, ob ältere Geschwister einen größeren Entwicklungsvorteil gegenüber ihren jüngeren Geschwistern haben, oder umgekehrt.
Bei Betrachtung der Peernetzwerke fällt auf, dass besonders letztgeborene Jungen mehr Freunde benennen können, als die älteren Geschwister. Dies lässt vermuten, dass ältere Geschwister in ihrer Funktion als Tutor ihren jüngeren Geschwistern den Zugang zu Peergruppen erleichtern (Teubner, 2005).
Andererseits weisen zahlreiche Studien darauf hin, dass die Erstgeborenen oftmals über höhere Kompetenzen verfügen, als deren jüngere Geschwister (Schmid, eingereicht; Schmid & Wintersteller, eingereicht). Diesen Kompetenzabfall zwischen Erst- und Zweitgeborenen wird mit dem sogenannten Teaching Effekt erklärt. Dieser besagt, dass lehrende Verhaltensweisen die eigenen Kompetenzen vorantreiben.
Eine wichtige Perspektive nimmt das Modell nach Vygotsky ein, welches davon ausgeht, dass das ältere Geschwisterkind durch die kompetente Strukturierung von Interaktionen die Differenz zwischen potentieller Leistungsfähigkeit und dem aktuellen Entwicklungsstand des jüngeren Geschwisterkindes kompensiert und dieses zu einer neuen Zone der Entwicklung führt.
Obwohl Einzelkinder die komplette Aufmerksamkeit ihrer Eltern genießen, während Geschwisterkinder sich diese teilen müssen, zeigen Befunde, dass Einzelkinder schlechtere Kompetenzfelder zeigen als Erstgeborene (aus Drei- und Vierkindfamilien). Dieser Befund unterstützt die Glaubwürdigkeit des Teaching Effects.

## Differenzielle Behandlung durch die Eltern
Weil Geschwister typischerweise in der gleichen Familie und unter ähnlichen Bedingungen aufwachsen, wird normalerweise von sehr ähnlichen Umwelteinflüssen auf die Geschwister ausgegangen. Dabei können Kinder sehr unterschiedliche Erfahrungen innerhalb der gleichen Familie machen. Ein mögliches Beispiel von nicht geteilter Umwelt ist die Behandlung durch die Eltern. Idealerweise werden Geschwister gleich behandelt. So zeigen verschiedene Studien, dass eine unterschiedliche Behandlung durch die Eltern in Bezug auf Privilegien, Disziplin, Eltern-Kind Konflikte und Zuneigung mit einer weniger guten Geschwisterbeziehung, schlechterer Anpassung und unterschiedlich guter Anpassung zwischen den Geschwisterkindern zusammenhängt. Wobei das schlechter behandelte Kind meist eine schlechtere Anpassung zeigt. (McHale, Updegraff, & Whiteman, 2012)
Eine Studie von Rauer und Volling (2007) bringt die unterschiedliche Behandlung durch die Eltern mit späteren Schwierigkeiten in romantischen Beziehungen bei jungen Erwachsenen in Zusammenhang. Auch wenn hier die Kindheitserfahrungen nur retrospektiv erfasst werden, legt die Studie Nahe, dass die Wahrnehmung ungleicher Behandlung durch die Eltern sich auf die affektiven und kognitiven Modelle auswirkt, die später verwendet werden um die eigene Person und Beziehungen zu anderen Personen zu bewerten. Die Studienteilnehmer wurden gefragt, ob sie oder ihr nächstes Geschwisterkind mehr Neid empfunden haben oder es gleich viel Neid unter ihnen gab. Auf diese Weise wurde gezeigt, dass mehr Neid zu empfinden als das Geschwisterkind in Zusammenhang steht mit weniger Selbstbewusstsein. Niedrigeres Selbstbewusstsein wiederum korreliert mit mehr Konflikten, mehr Ambivalenz und mehr Eifersucht in romantischen Beziehungen im jungen Erwachsenenalter. Auf der anderen Seite scheint mehr Zuneigung zu erhalten zu mehr Selbstbewusstsein zu führen. Allerdings ist auch eine präferenzielle Behandlung negativ zu bewerten. Dies zeigte sich durch die Assoziation, die die Forscher zwischen dem Neid unter den Geschwistern und dem Bindungstyp herstellen konnten. Personen mit einem sicheren Bindungstyp erlebten die Eifersucht als ausgeglichen, während Personen mit ängstlich-vermeidendem und abweisend-vermeidendem Bindungstyp mit größerer Wahrscheinlichkeit berichteten, dass sie selbst weniger eifersüchtig waren als ihr Geschwisterkind. Eifersüchtiger zu sein als das Geschwisterkind wurde assoziiert mit einem nachdenklichen Bindungstyp.

## Geschwisterehe und Inzest
In seltenen Fällen kommen auch Entwicklungen vor, die zu Geschwisterehen und Inzest führen. Während die Kreuzcousinenheirat in den meisten Ländern legal ist und das Avunkulat in vielen Ländern legal ist, werden sexuelle Beziehungen zwischen Geschwistern fast überall als inzestuös angesehen. Die angeborene sexuelle Abneigung zwischen den Geschwistern entsteht durch die enge Verbindung in der Kindheit, dem sogenannten Westermarck-Effekt. Kinder, die zusammen aufwachsen, entwickeln normalerweise keine sexuelle Anziehungskraft, auch wenn sie nicht verwandt sind, und umgekehrt können Geschwister, die in jungen Jahren getrennt wurden, sexuelle Anziehungskraft entwickeln. So betreffen viele Fälle von Geschwisterinzest, einschließlich versehentlichem Inzest, Geschwister, die bei der Geburt oder in sehr jungen Jahren getrennt wurden. Eine Studie aus Neuengland hat gezeigt, dass etwa 10 % der Männer und 15 % der Frauen irgendeine Form von sexuellem Kontakt mit einem Bruder oder einer Schwester hatten, wobei die häufigste Form das Streicheln oder Berühren der Genitalien des anderen war.

## Geschwisterbeziehungen in Patchworkfamilien
Unter einer Patchworkfamilie (Patchwork engl. = Flickenarbeit) wird aus psychologischer Sicht eine Partnerschaft verstanden, bei der mindestens einer der Partner ein oder mehrere Kinder mit in die Beziehung bringt. Dieser Definition nach muss also weder eine neue Ehe eingegangen werden, noch müssen beide Partner Kinder haben oder gemeinsame Kinder zeugen, um von einer Patchworkfamilie zu sprechen.
Studien, die in der Mitte des 20. Jahrhunderts durchgeführt wurden, postulierten eine benachteiligte Entwicklung von Kindern in Patchworkfamilien. Sie hätten mehr Probleme in der Schule und im emotionalen Verhalten (Aggressivität und Zurückgezogenheit).
Neuere Studien, die neben Querschnittdesigns ebenfalls Längsschnittdesigns durchführten, wandeln das Bild des aggressiven und emotional instabilen in Patchworkfamilien lebenden Kindes. Es wurden viele weitere Variablen gefunden, die Einfluss auf die Entwicklung der Kinder haben, wobei finanzielle und familiäre Ressourcen einen sehr großen Einfluss zu haben scheinen.
Eine Ursache für die querschnittlichen Befunde kann sein, dass die Kinder schon vor dem Eintritt in die Patchworkfamilie (z. B. durch die Trennung der leiblichen Eltern) Verhaltensauffälligkeiten zeigen und man die Patchworkfamilie nicht als kausale Ursache nennen kann. Kinder in Patchworkfamilien müssen früh soziale Kompetenzen erlernen, sich auf neue Gegebenheiten einstellen, eventuell Kompromisse eingehen und sie sind eher in der Lage Verantwortung zu übernehmen als Kinder aus anderen Familienkonstellationen.
Patchworkfamilien können also auch eine große Chance für die Beteiligten sein, wenn die Umgebungsfaktoren stimmen.
Wie die Beziehung zu den Stiefgeschwistern ist und wie diese die Entwicklung mitbestimmt, ist momentan noch sehr wenig erforscht.